# Overstromingen in Thailand 2010
De overstromingen in Thailand in 2010 (in het Thai aangeduid met อุทกภัยในประเทศไทย พ.ศ. 2553, waar bij 2553 staat voor 2010) was een reeks van plotselinge overstromingen die verschillende gebieden in Thailand troffen. Aparte, maar gerelateerde overstromingen begonnen in het noordoosten van Thailand en in Centraal-Thailand, begin oktober, te wijten aan een abnormaal late moesson over de Golf van Bengalen. De Chao Phraya overstroomde vanuit de plek waar hij in de Golf van Bengalen stroomt en trof ook Bangkok, de hoofdstad van Thailand. In Zuid-Thailand werden overstromingen veroorzaakt door een tropische depressie van ongeveer twee weken na de moesson, verergerd door een aan een La Niña verwante moessonregen. Hoewel overstromingen vaker voorkomen in dit deel van de wereld, zorgde de combinatie van onvoldoende afwatering en het last hebben van een hoger dan gemiddelde regenval in de maanden oktober en november 2010, samen met het feit dat de Thaise bevolking onvoldoende voorbereid was voor deze depressie, voor een grote catastrofe. Het dodental in Thailand steeg tot 232. Volgens gegevens van de Thaise regering werden door de overstromingen bijna 7 miljoen mensen getroffen in meer dan 25.000 plaatsen, vooral door verwoesting van eigendommen, levensonderhoud en de infrastructuur.
De regering kondigde aan dat 38 provincies waren getroffen door overstromingen in de periode van 1 oktober tot 13 november. De grote hoeveelheden water waren uit acht provincies teruggelopen, terwijl de overige dertig provincies nog met wateroverlast te maken hadden, waaronder twaalf in de zuidelijke regio van het land.

## Overstromingen
De overstromingen begonnen zodra de krachtige moessonregens begonnen in Thailand. In het begin waren de overstromingen niet bijzonder onrustwekkend en werden ze niet serieus genomen. Later werd de situatie echter steeds slechter en werd het een dodelijke ramp. Bijna een maand lang bleef het gebied overstroomd en vervolgens zorgden de vloeden voor hun eerste slachtoffers. De zuidelijke delen van het land hadden grotere problemen, zoals een tropische depressie, die op het punt stond om cycloon Jal te worden, met windstoten van 50 kilometer per uur. Het water op de grond had op sommige plaatsen een diepte van meer dan een halve meter vanaf de bodem. De lokale regering kondigde aan dat ze aan elk huishouden dat was getroffen door de overstromingen 5000 baht zouden geven, en dat er tot 100.000 baht werd uitbetaald voor reparaties. Toen de hoge waterstanden in het noorden daalden en in het zuiden stegen werden veel patiënten geëvacueerd uit de ziekenhuizen in Noord-Thailand en nieuwe patiënten werden naar Zuid-Thailand gebracht, waar de situatie veel slechter was. Door hevige overstromingen als gevolg van de tropische depressie werd de elektriciteit in het land, toen het donker werd, stilgelegd. In de duisternis overleed één persoon.
Duizenden Thaise burgers waren gestrand omdat de overstromingen hun huizen hadden verwoest en weggespoeld. Op dat moment was er grote angst voor een daling van de export van het nationale product, rubber. Alle banken in de regio waren gesloten. Toen de angst over de rubberexport steeg besloten de burgers de prijzen te verlagen. Enkele dagen later herwonnen de rubberfabrieken hun winst toen de opbrengst beter leek te zijn. Intussen was het dodental in Thailand gestegen tot 104, als gevolg van de onmogelijkheid van het evacueren van mensen uit het overstroomde gebied. Veel andere banken in het zuiden van Thailand werden korte tijd later gesloten. Volgens ambtenaren hadden de zware overstromingen geen invloed op de beurs van Thailand, zoals wel was verwacht. Duizenden Thai vluchtten weg uit Thailand, nadat ze werden ingelicht over het dodental als gevolg van de moesson en de tropische depressie.
Steeds meer toeristen kwamen vast te zitten in Thailand, nadat de spoor- en luchtdiensten waren afgesloten. Verschillende pogingen werden gedaan om de gestrande toeristen te evacueren. Het vliegveld van Samui werd tijdelijk gesloten vanwege zware regenbuien en slecht zicht. Ongeveer 100 buitenlandse toeristen waren naar verluidt gestrand op de Angthong door de hoge golven. De premier van Thailand, Abhisit Vejjajiva, zei dat de overstromingen in het zuiden van het land "een van de ergste natuurrampen" was die het land ooit was overkomen. In veel wijken stond het water tot ruim drie meter hoog. Een inwoner van een dorpje in het zuiden werd geëlektrocuteerd tijdens de overstromingen. Een vrouw moest bevallen in haar flat toen ze door de hoge vloed niet naar het ziekenhuis kon gaan. De export van elektronische goederen en auto-onderdelen naar Maleisië werd gedeeltelijk opgeschort toen de Sadao-grensovergang werd gesloten, omdat Hat Yai ernstig was getroffen door overstromingen. Het transport van consumptiegoederen, grondstoffen en benzine tussen Bangkok en het zuiden werden vele uren vertraagd, waardoor de bezorgdheid dat er tekorten konden ontstaan als er een nieuwe storm de regio zou treffen in de daaropvolgende dagen vergrootte. Prakit Chinamourphong, de voorzitter van de Thaise Hotels Association (THA), verklaarde dat het te vroeg was om de schade van toeristen veroorzaakt door de overstromingen te evalueren, omdat vele gebieden van de stad niet konden worden bereikt of benaderd. Suchart Sirankanokkul, de voorzitter van de THA in Zuid-Thailand, legde uit dat veel mensen waren gestrand toen de overstromingen de regio bereikt hadden. De overstromingen van eind 2010 waren de ernstigste sinds november 2000, toen Hat Yai geheel onderliep, evenals 16 aangrenzende districten, met 20 dodelijke slachtoffers tot gevolg.
De Staatsspoorwegen van Thailand schortte diensten op acht routes door ondergelopen sporen in Songkhla op. In het noorden van Maleisië zeiden ambtenaren dat de overstromingen ertoe hadden geleid dat 10.000 mensen hun huizen moesten verlaten en enkele scholen gedwongen gesloten moesten worden. Een ambtenaar zei dat meer dan 2.200 mensen in een andere noordelijke deelstaat, Perlis, werden geëvacueerd. Een directeur van een school in het zuiden van de provincie Songkhla pleitte voor noodhulp voor zo'n 120 islamitische studenten die gestrand zaten in een moskee in het door overstromingen getroffen Hat Yai. Thaise troepen verzamelden duizenden mensen die gestrand waren nadat de overstromingen een grote stad in het zuiden bereikten. Het water begon te Hat Yai, een stad met meer dan 150.000 inwoners in de provincie Songkhla. Maandagavond overspoelde na dagen van zware regenbuien Hat Yai, waarbij tienduizenden mensen getroffen werden, mogelijk met inbegrip van buitenlandse toeristen. Overstromingen troffen 48 van de 77 provincies van Thailand, en het dodental steeg tot 107. Een woordvoerder van het Departement van Ramppreventie en Mitigatie zei dat de overstromingen een tiende van de 66 miljoen inwoners van Thailand had getroffen en dat in totaal drie procent van de totale landbouwgrond beschadigd werd. De meteorologische dienst van Thailand zei dat de storm afweek naar het westen, weg van Thailand, maar waarschuwde voor golven van 13 voet (iets meer dan 3 meter) in sommige kustgebieden. Ook waarschuwde men voor een kans op aardverschuivingen en overstromingen in laaggelegen gebieden.

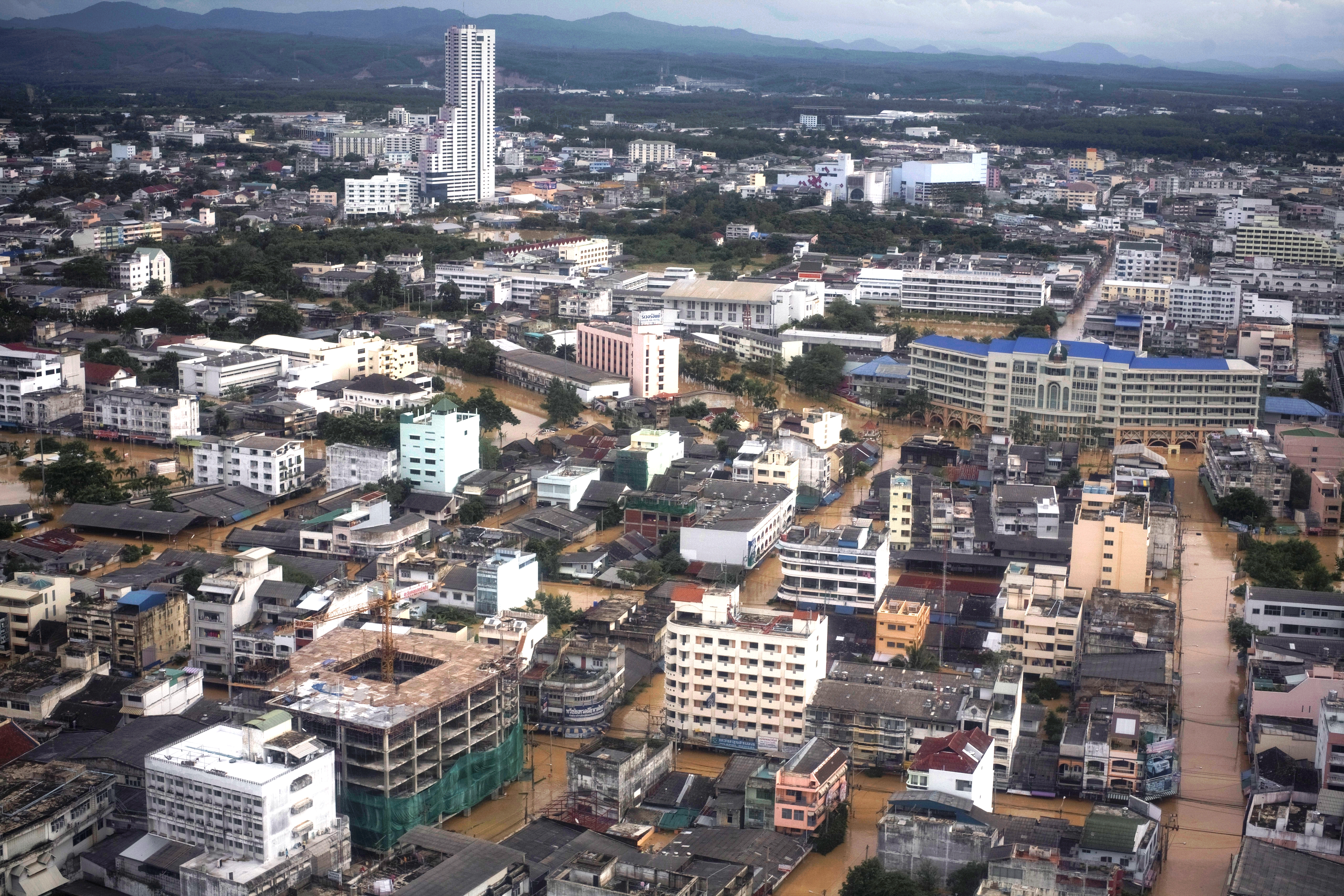
Overstromingen in Hat Yai

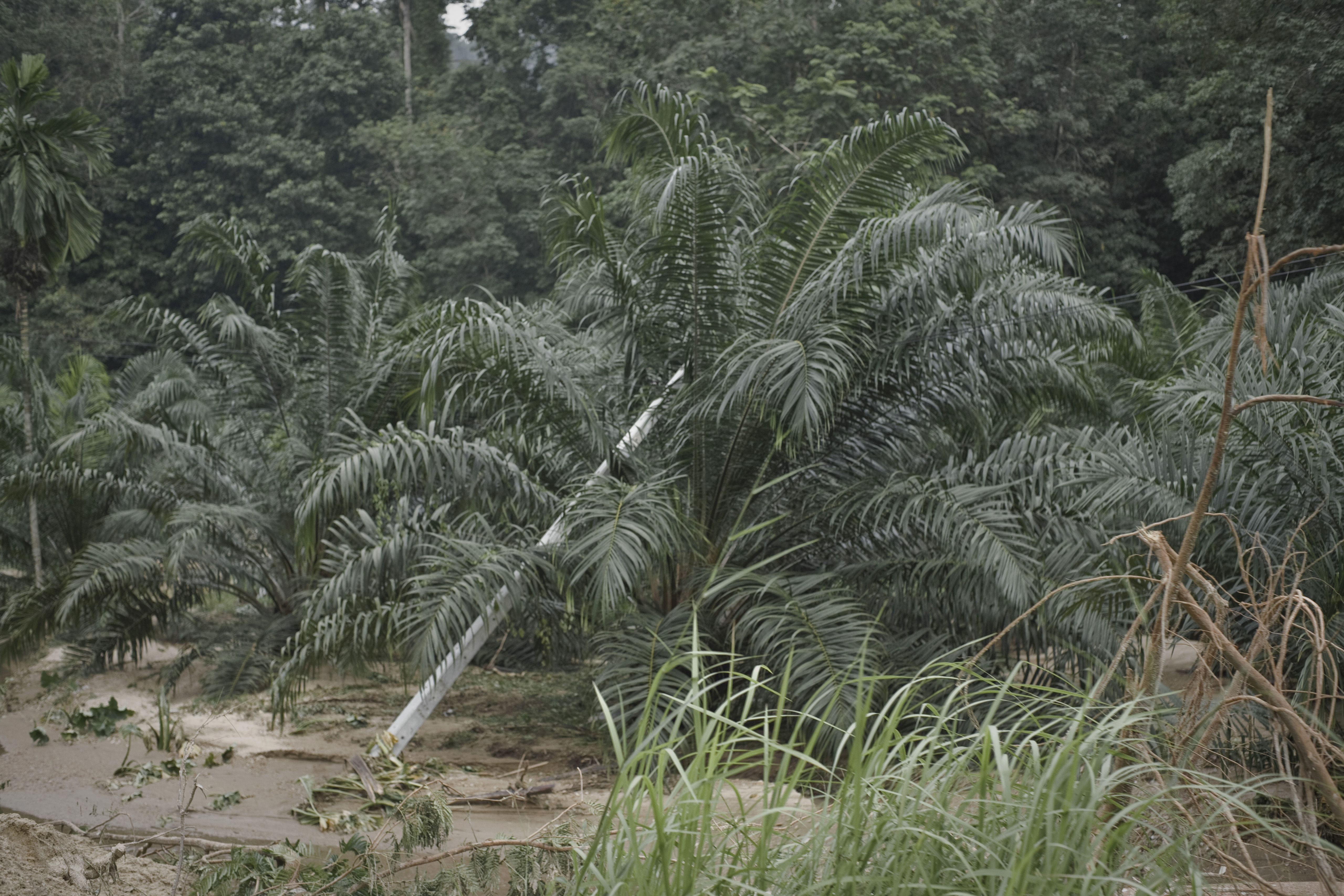
Aardverschuiving bij Nakhon Si Thammarat

Na de zondvloed in het zuiden van Thailand - langs een schiereiland dat gedeeltelijk Maleisisch is - volgden twee weken van zware overstromingen in oktober, vooral in Midden- en Noordoost-Thailand, die meer dan 107 mensen doodden. Bijna 6 miljoen inwoners uit 38 provincies werden getroffen door de overstromingen in oktober, volgens het Departement van Ramppreventie en Migitatie.
Zodra het water zich terugtrok konden Thaise burgers en toeristen die al bijna 48 uur vast zaten in hun huizen en hotels op zoek gaan naar voedsel en andere benodigdheden. Eten was voorbereid op diverse locaties, voornamelijk in scholen.
Minister-president Abhisit Vejjajiva zei dat het kabinet had ingestemd met de voorstellen die gericht waren op het helpen van slachtoffers van de overstromingen. Bovendien had het kabinet ook afgesproken dat het Ministerie van Financiën tot 4 miljard baht uit de begroting van Thailand zou vrijstellen voor slachtofferhulp en schadevergoeding, in aanvulling op de 20.000 miljoen baht die al was goedgekeurd voor hetzelfde doel. Het ministerie van Binnenlandse Zaken zou worden belast met het controleren van de informatie betreffende het verhuurrecht, of de huizen die schade hadden opgelopen vergoed zouden worden en of de schade in aanmerking kwam voor een vergoeding. Ruim 36.000 mensen werden vervoerd naar schuilplaatsen in Noord-Maleisië, waar regen en overstromingen tot op dat moment twee doden veroorzaakten, volgens de Maleisische media.
In de nacht van 1 november 2010, na drie opeenvolgende dagen van regen, werden de provincies Pattani, Songkhla en Trang getroffen door een tropische depressie, die aan land ging nabij Amphoe Mueang Pattani, waardoor er aanzienlijke schade en vernietiging was. De stad Hat Yai, die zich in een bekken bevindt, ontving water uit de bergen in de buitenwijken en er werd hoogwater van zeker twee meter gerapporteerd. Ondanks vroegtijdige waarschuwingen door het Thaise Departement van Meteorologie konden tienduizenden inwoners de stad niet op tijd ontvluchten en zaten ze vast in hun huizen. Diegenen die in huizen met maar één verdieping leefden, moesten naar het dak vluchten. Ondertussen werd reddingshulp en hulpverlening om voedsel en andere benodigdheden te brengen aan de slachtoffers bemoeilijkt door sterke stromingen en het gebrek aan boten. De zuidelijke provincies werden getroffen door overstromingen veroorzaakt door de tropische depressie in combinatie met een hevig onweer. 43 sterfgevallen werden gemeld in de periode van 30 oktober tot 7 november. Twaalf provincies waren geheel overstroomd. Het bevestigde dodental van de zware overstromingen in veel provincies sinds 10 oktober steeg tot 215.
In combinatie met een zeer groot overstromingsrisico was er een extra gevaar van modderstromen en aardverschuivingen. Dit was het geval in meer dan zesduizend dorpen en steden in 51 provincies, dubbel zoveel als het aantal dat gerapporteerd werd in 2004. Vanwege de afgelegen ligging van het getroffen gebied stelden hulpdiensten pakketten samen in Bangkok en transporteerden de pakketten ongeveer 900 kilometer verder, naar de zuidelijke provincie Songkhla, meer bepaald naar de hoofdstad van deze provincie, Hat Yai. In de in de stad gelegen universiteit, die niet was getroffen door de hoge waterstand, werden de pakketten vervolgens weer verzameld. Omdat het bleef regenen in het zuiden, werden bewoners van Chomporn, Suratthani, Nakornsrithammarat, Trang en Satul (deze steden zijn gelegen naast een rivier) gewaarschuwd voor mogelijke modderstromen en overstromingen in de daaropvolgende dagen.
Het officieel bevestigde dodental van de overstromingen liep op tot 232 op 19 november 2010. Het Departement vermeldde dat 156 mensen overleden in Centraal-Thailand, in het oosten en in het noorden en 76 mensen in het zuiden door de overstromingen.